# Tetralonia taprobanicola
Tetralonia taprobanicola là một loài Hymenoptera trong họ Apidae. Loài này được Strand mô tả khoa học năm 1913.